# Альберт Штаденский
Альберт Штаденский (нем. Albert von Stade, лат. Albertus Stadensis, около 1187 — 5 или 9 февраля 1264) — средневековый немецкий бенедиктинский монах, поэт и анналист. Автор «Штаденских анналов» (лат. Annales Stadenses). 

## Биография
Родился около 1187 года в г. Ладе, недалеко от Гамбурга. Традиционно считалось, что был выходцем из низов, однако его снисходительные отзывы о крестьянах и пр. позволили филологу первой пол. XX в. Карлу Фихну и современному историку Берндту Ульриху Хукеру утверждать, что он мог происходить из министериалов и начал свою церковную карьеру в монастыре Рамельсхоф близ Люнебурга, где в 1206 году служил диаконом.
Согласно предположению немецкого историка XIX века И. М. Лаппенберга, в 1224 году он был бременским каноником. В августе 1232 года он стал четвёртым аббатом бенедиктинского приората Св. Марии в Штаде (Нижняя Саксония). 
В 1236 году, совершив путешествие в Рим, посвящён был папой Григорием IX в епископы Ливонии, став его полномочным легатом. Получив также от папы право ввести в своей обители более строгий устав цистерцианцев, потерпел в этом неудачу и в 1240 году оставил аббатство Св. Марии, перебравшись в миноритский монастырь Св. Иоанна в Штаде. 
В своих анналах в последний раз говорит о себе под 1256 годом, однако в приложенном к ним перечне упоминает Урбана IV как действующего папу, на основании чего считается, что он умер не ранее 1264 года, возможно, 5 или 9 февраля, так как именно под этой датой, без указания года, приводится запись о его смерти в перечне настоятелей.

## Сочинения
В 1240-х годах приступил к составлению «Штаденских анналов», излагающих мировую историю от Р. Х. до 1256 года и представляющих собой компиляцию из сочинений Беды Достопочтенного, Адама Бременского, Фрутольфа из Михельсберга, Эккехарда из Ауры, Гельмольда из Босау и др. авторов. 
В заключительной своей части анналы содержат, однако, немало оригинального материала, в частности, по истории Священной Римской империи, и основаны на позже утраченных источниках. Особенный интерес представляют подробности относительно крестового похода детей 1212 года, рассказ о путешествии двух монахов, ведущих философский диспут, а также одно из первых в западноевропейской анналистике упоминание альпийского перевала Сен-Готард. Кратко описываются монгольское нашествие на Русь и Венгрию, а также династические связи русских княжеств с германскими правящими домами.
Является дискуссионным вопрос, является ли он автором продолжения «Штаденских анналов», доведённого до 1265 года.
Единственная рукопись «Штаденских анналов» Альберта (Helmst. 466), относящаяся к XIV веку, сохранилась в Библиотеке герцога Августа в Вольфенбюттеле (Нижняя Саксония).
Первое и единственное полное издание «Штаденских анналов» напечатано было в 1587 году в Хельмштадте под редакцией историка Рейнхарда Рейнециуса, и в 1608 году переиздано в Виттенберге. Неполное академическое издание анналов было подготовлено И. М. Лаппенбергом в 1859 году в Ганновере для «Monumenta Germaniae Historica». C этой неполной публикации Ф. Вехтером был выполнен немецкий перевод, вышедший в 1890 году в Лейпциге и переизданный там же в 1894 и 1940 годах.
Заново отредактированная публикация И. М. Лаппенберга и перевод Вехтера использованы были при подготовке новейшего российского перевода И. В. Дьяконова, выпущенного в 2020 году издательством «Русская панорама» в серии «Mediaevalia».
Является также автором морально-дидактического сочинения «Раймундус» (лат. Raimundus, 1234—1244), вольного перевода руководства для исповедников «Сумма случаев, требующих покаяния» (лат. Summa de casibus poenitentiae), принадлежащего перу каталонского богослова XIII века Раймунда де Пеньяфорта.
Ему приписывают авторство «Троила» (лат. Troilus, 1249) — переложения латинской эпической поэмы Дарета Фригийского о Троянской войне в 5320 стихах, с использованием также трудов Вергилия, Овидия, Павла Орозия и Джеффри Винсофского, копия рукописи которого хранилась в той же Библиотеке герцога Августа (Вольфенбюттель).
Остальные его латинские сочинения богословского содержания, такие как «Аурига» (лат. Auriga) и «Квадрига» (лат. Quadriga), не сохранились.

## Издания
- Annales Stadenses auctore M. Alberto, hrsg. von I. M. Lappenberg // Monumenta Germaniae Historica. — (Scriptores). — Tomus XVI. — Hannover, 1859. — pp. 271–379.
- Альберт Штаденский. Анналы / Пер. с лат. и комм. И. В. Дьяконова.— М.: Русская панорама, 2020. — 480 с. — (MEDIÆVALIA: средневековые литературные памятники и источники). — ISBN 978-5-93165-450-8.